# Anne Nissen
Anne Nissen (* 1966 in Flensburg) ist eine deutsche bildende Künstlerin. Sie lebt und arbeitet in Hannover.

## Leben
Nach einem kurzen Studienaufenthalt an der Freien Kunstschule Stuttgart von 1989 bis 1990 studierte sie von 1990 bis 1996 Freie Kunst an der Fachhochschule Hannover. Unterstützt wurde das Studium durch zwei Stipendien, die sie 1993 an die Internationale Sommerakademie für bildende Kunst in Salzburg, Klasse Lauren Ewing, und 1995 an die Kunstakademie in Bergen (Norwegen) führte. Sie schloss das Studium mit Diplom ab und war anschließend Meisterschülerin bei Verena Vernunft.
Anne Nissen ist verheiratet und hat eine Tochter.

## Werke
In ihren ersten Schaffensjahren gestaltete Anne Nissen zunächst plastische und grafische Arbeiten. Mit surrealen Bleistiftzeichnungen und grotesken Plastiken und Installationen wurde sie bekannt. Etwa mit der Jahrtausendwende wendete sie sich der Videotechnik zu. Es entstanden große Videoinstallationen und mono- und polychrome Videoprints, die sich schwerpunktartig mit Lebensphasen von Menschen beschäftigen: Die Erlebnisse und Erinnerungen zwischen Geburt und Sterben.
Zentrale Werke:
- Rondo vitae (2001), bewegte Skulptur
- Gezeiten (2003), Projektionen auf bewegter Skulptur
- Garten.Eden.Kirche (2009), temporäre Innengestaltung der Ev.-luth. Christuskirche, Hannover[2] mit mehr als 50.000 Besuchern[3] und einem 32-seitigen Katalog.[4]

## Ausstellungen
Für Ausstellungen mit dem Vermerk (K) wurde ein Katalog hergestellt.

### Einzelausstellungen
- 9. Juli 2010 (Premiere): Videoinstallation im Bühnenbild des Musicals von Stephen Schwartz und John Caird: Children of Eden, Theater für Niedersachsen, Hildesheim[5]
- 12. April bis 4. Oktober 2009: Garten.Eden.Kirche (K), Ev.-luth. Christuskirche, Hannover[6]
- 7. Mai bis 28. Juni 2009: Tagtraum, Nord/LB-Galerie, Hannover[7][8]
- 2008: Wunschbild, Galerie Kesselhaus, Hannover
- 7. November 2008 bis 4. Januar 2009: second sight, Videoinstallation, Kunstmuseum Celle[9]
- 2007: EINS Hinfallen, Videoinstallation für Tanztheater Compagnie Fredeweß, Hannover
- 6. bis 11. Oktober 2006: 7 Tore zum Park, KulturGut Poggenhagen[10][11][12]
- 4. Dezember 2005 bis 19. Februar 2006: da capo, Galerie im Stadtmuseum Jena[13]
- 2005: Crazy Colour, Videoinstallation für Tanztheater Compagnie Fredeweß, Hannover
- 16. bis 30. Oktober 2005: in vivo, Orangerie im Großen Garten in Hannover-Herrenhausen
- 2004: Aphrodite, Videoinstallation für Theaterstück der Theaterwerkstatt Hannover
- 13. September bis 16. November 2003: Gezeiten (K+DVD-Video), Kunsthalle Dominikanerkirche, Osnabrück[14]
- 2002: Zwischen den Zeiten, Kunstverein Oerlinghausen
- 2002: Frequenz (K), Galerie der Stadt Tuttlingen
- 2002: Frequenz (K), KunstRaum Drochtersen-Hüll
- 2002: Zwischen den Zeiten, Kunsthalle Dominikanerkirche, Osnabrück
- 2001: Zwischen den Zeiten, Kunstverein Gifhorn
- 2000: Séparée (K), Kunstverein Wunstorf
- 2000: Stationen, Galerie Artist Unlimited, Bielefeld
- 2000: Kunst-Sequenzen zur Expo 2000 (K), Künstlerhaus Göttingen
- 1999: Wandelbarkeit, Kunstverein Heidenheim
- 1998: KörperResonanz, Galerie Dagmar Hensel, Karlsruhe

### Gruppenausstellungen
- 2023: Cluster (Slot II), Videoinstallation, 10. Asia-Europe-Mediations Biennale, Artistanbul Feshane Istanbul
- 2008: Utopia, Wintergärten IV, Installation Döhrener Turm, Hannover
- 2007: LUX.US, Lichtkunstpreis der Stadtwerke Lüdenscheid 2007 (K), Lüdenscheid
- 2006: Jahresgaben, Kestner-Gesellschaft Hannover
- 2005: NordArt, Büdelsdorf
- 2004: Salon Salder 2004, (K), Salzgitter
- 2002: Ulrike Hirsch und Anne Nissen, Galerie Kesselhaus, Hannover
- 2002: Kunstpreis 2002 (K), Kunstverein Hürth
- 2001: Objekte zwischen Kunst & Design (K), Schloss Gifhorn
- 2001: Lebt und arbeitet in Hannover, Galerie Robert Drees, Hannover
- 2001: Kirchenträume (K), Karlsruhe
- 2001: Landliebe (K), Westwendischer Kunstverein
- 2000: Jahresgaben, Kestner-Gesellschaft Hannover
- 1999: Werkzelle & Phylacium, Vorland & Gehäuse (K), KUBUS Hannover
- 1999: querüberfeld, Kunstverein Wolfenbüttel
- 1999: Marktanteil, Kunstmeile 99 Hannover
- 1998: Dialog, Ålesund (Norwegen)
- 1998: Ein Treppenhaus für die Kunst (K), Niedersächsisches Ministerium für Wissenschaft und Kultur, Hannover
- 1997: Neue Kunst aus Hannover, Künstlerhaus Hamburg

## Auszeichnungen
- 2025: marehalm ART award 2025 im Richard Haizmann Museum, Niebüll
- 2008: 1. Preis Wettbewerb Garten.Eden.Kirche des Ev.-luth. Sprengels Hannover
- 2001: Projektgeld des Landes Niedersachsen
- 2000: Kunstpreis 2000 des Landkreises Gifhorn
- 1999: Lindener Kunstpreis 1999, Hannover